# Miki Vukovic
Miki Vukovic (en serbio: Мики Вуковић, Kraljevo, Serbia, 25 de junio de 1944–Valencia, España, 15 de enero de 2021) fue un entrenador y jugador de baloncesto serbio, afincado en España. Licenciado en Ingeniería de minas desarrolló su carrera entre Serbia y España.

## Ámbito deportivo
Nació en Kraljevo, una localidad de la antigua Yugoslavia, Vukovic era ingeniero de minas y había desarrollado su carrera como jugador en el Tuzla, en el que se retiró en la campaña 1971-72 para comenzar su etapa como entrenador.
Leyenda del baloncesto europeo y un histórico entrenador con mucha presencia en España, desde su época en el Dorna Godella (1990-1995), su salto al Valencia Basket (1995-2000, consiguiendo una Copa del Rey), su paso al Ros Casares Valencia como director deportivo (2001-2002) y su etapa en la secretaría técnica del Valencia Basket (2005-2009).
Vukovic consiguió cinco ligas como entrenador en el básquet femenino español, con el Dorna Godella, dos Copas de Europa, cuatro Copas del Rey, y una medalla de plata como seleccionador nacional yugoslavo en el Campeonato del Mundo de Malasia 1990.
Miki Vukovic ostenta el récord de más partidos y más temporadas dirigiendo al Valencia Basket y con ellos consiguió la Copa del Rey que suponía el primer título de la historia para la entidad. A los 65 años, se jubiló de los banquillos y no volvió a entrenar.

## Entrenador
- Jedinstvo Tuzla, categorías inferiores masculinas.
- 1988–1990: Jedinstvo Tuzla ( Primera División Femenina de Yugoslavia )
- 1990–1995: Dorna Godella. ( Primera División Femenina )
- 1995–2000: Valencia Basket. (Liga EBA y ACB)
- 2001–2002: Ros Casares. (Director deportivo)
- 2005–2009: Valencia Basket. (Dirección deportiva y secretaría técnica)

## Palmarés
- Como Seleccionador nacional:

- Medalla de Plata con la selección nacional Femenina de Yugoslavia en el Campeonato del Mundo de Malasia-90.
- Medalla de Bronce con la selección nacional Femenina de Yugoslavia en la Universiada de Kobe-85

- Competiciones internacionales de clubes:
- Competiciones nacionales de clubes:

- 1 Copa del Rey de Baloncesto, con el Valencia Basket
- 5 Ligas españolas femeninas de baloncesto con el Dorna Godella en las temporadas 1990-91, 1991-92, 1992-93, 1993-94 y 1994-95.